# Kaarlo Maaninka
Kaarlo Hannes Maaninka (Posio, 25 dicembre 1953) è un ex mezzofondista finlandese, medaglia d'argento alle Olimpiadi di Mosca del 1980 nei 10 000 m, e medaglia di bronzo alle stesse olimpiadi nei 5 000 m.

## Biografia
Specialista nel mezzofondo, alle Olimpiadi di Mosca 1980 ottenne i migliori risultati della carriera, conquistando le medaglie d'argento e di bronzo rispettivamente nei 10 000 m e nei 5 000 m, in entrambi i casi dietro all'etiope Miruts Yifter.
Dopo avere abbracciato con convinzione la religione cattolica, Maaninka confessò di avere effettuato delle emotrasfusioni, non ancora vietate in quel periodo, sotto la supervisione dei ricercatori dell'Università di Jyväskylä, assieme ad altri atleti finlandesi.
Attualmente vive nella città finlandese di Kauhajoki.